# Lista das edições do Festival Eurovisão da Canção
Ao longo da história já aconteceram 69° edições do Festival Eurovisão da Canção. A próxima edição, a 70º, será o Festival Eurovisão da Canção 2026, que ocorrerá na Áustria.
| Edição  | Ano  | Número de Países | Anfitrião               | Vencedor                                       | Primeira participação de cada país                                         | Ano de Retirada                                                                  | Ano de Regresso                                                               | Desclassificado |
| ------- | ---- | ---------------- | ----------------------- | ---------------------------------------------- | -------------------------------------------------------------------------- | -------------------------------------------------------------------------------- | ----------------------------------------------------------------------------- | --------------- |
| I       | 1956 | 7                | Suíça                   | Suíça                                          | Bélgica · França · Alemanhaa · Luxemburgo · Países Baixos · Itália · Suíça |                                                                                  |                                                                               |                 |
| II      | 1957 | 10               | Alemanha                | Países Baixos                                  | Áustria · Dinamarca · Reino Unido                                          |                                                                                  |                                                                               |                 |
| III     | 1958 | 10               | Países Baixos           | França                                         | Suécia                                                                     | Reino Unido                                                                      |                                                                               |                 |
| IV      | 1959 | 11               | França                  | Países Baixos                                  | Mónaco                                                                     | Luxemburgo                                                                       | Reino Unido                                                                   |                 |
| V       | 1960 | 13               | Reino Unido             | França                                         | Noruega                                                                    |                                                                                  | Luxemburgo                                                                    |                 |
| VI      | 1961 | 16               | França                  | Luxemburgo                                     | Finlândia · Espanha · Iugosláviab                                          |                                                                                  |                                                                               |                 |
| VII     | 1962 | 16               | Luxemburgo              | França                                         |                                                                            |                                                                                  |                                                                               |                 |
| VIII    | 1963 | 16               | Reino Unido             | Dinamarca                                      |                                                                            |                                                                                  |                                                                               |                 |
| IX      | 1964 | 16               | Dinamarca               | Itália                                         | Portugal                                                                   | Suécia                                                                           |                                                                               |                 |
| X       | 1965 | 18               | Itália                  | Luxemburgo                                     | Irlanda                                                                    |                                                                                  | Suécia                                                                        |                 |
| XI      | 1966 | 18               | Luxemburgo              | Áustria                                        |                                                                            |                                                                                  |                                                                               |                 |
| XII     | 1967 | 17               | Áustria                 | Reino Unido                                    |                                                                            | Dinamarca                                                                        |                                                                               |                 |
| XIII    | 1968 | 17               | Reino Unido             | Espanha                                        |                                                                            |                                                                                  |                                                                               |                 |
| XIV     | 1969 | 16               | Espanha                 | Espanha · Reino Unido · Países Baixos · França |                                                                            | Áustria                                                                          |                                                                               |                 |
| XV      | 1970 | 12               | Países Baixos           | Irlanda                                        |                                                                            | Finlândia · Noruega · Portugal · Suécia                                          |                                                                               |                 |
| XVI     | 1971 | 18               | Irlanda                 | Mónaco                                         | Malta                                                                      |                                                                                  | Áustria · Finlândia · Noruega · Portugal · Suécia                             |                 |
| XVII    | 1972 | 18               | Reino Unido             | Luxemburgo                                     |                                                                            |                                                                                  |                                                                               |                 |
| XVIII   | 1973 | 17               | Luxemburgo              | Luxemburgo                                     | Israel                                                                     | Áustria · Malta                                                                  |                                                                               |                 |
| XIX     | 1974 | 17               | Reino Unido             | Suécia                                         | Grécia                                                                     | França                                                                           |                                                                               |                 |
| XX      | 1975 | 19               | Suécia                  | Países Baixos                                  | Turquia                                                                    | Grécia                                                                           | França · Malta                                                                |                 |
| XXI     | 1976 | 18               | Países Baixos           | Reino Unido                                    |                                                                            | Malta · Suécia · Turquia                                                         | Áustria · Grécia                                                              |                 |
| XXII    | 1977 | 18               | Reino Unido             | França                                         |                                                                            | Iugoslávia                                                                       | Suécia                                                                        |                 |
| XXIII   | 1978 | 20               | França                  | Israel                                         |                                                                            |                                                                                  | Dinamarca · Turquia                                                           |                 |
| XXIV    | 1979 | 19               | Israel                  | Israel                                         |                                                                            | Turquia                                                                          |                                                                               |                 |
| XXV     | 1980 | 19               | Países Baixos           | Irlanda                                        | Marrocos                                                                   | Israel · Mónaco                                                                  | Turquia                                                                       |                 |
| XXVI    | 1981 | 20               | Irlanda                 | Reino Unido                                    | Chipre                                                                     | Itália · Marrocos                                                                | Israel · Iugoslávia                                                           |                 |
| XXVII   | 1982 | 18               | Reino Unido             | Alemanha                                       |                                                                            | França · Grécia                                                                  |                                                                               |                 |
| XXVIII  | 1983 | 20               | Alemanha                | Luxemburgo                                     |                                                                            | Irlanda                                                                          | França · Grécia · Itália                                                      |                 |
| XXIX    | 1984 | 19               | Luxemburgo              | Suécia                                         |                                                                            | Grécia · Israel                                                                  | Irlanda                                                                       |                 |
| XXX     | 1985 | 19               | Suécia                  | Noruega                                        |                                                                            | Países Baixos · Iugoslávia                                                       | Grécia · Israel                                                               |                 |
| XXXI    | 1986 | 20               | Noruega                 | Bélgica                                        | Islândia                                                                   | Grécia · Itália                                                                  | Países Baixos · Iugoslávia                                                    |                 |
| XXXII   | 1987 | 22               | Bélgica                 | Irlanda                                        |                                                                            |                                                                                  | Grécia · Itália                                                               |                 |
| XXXIII  | 1988 | 21               | Irlanda                 | Suíça                                          |                                                                            | Chipre                                                                           |                                                                               |                 |
| XXXIV   | 1989 | 22               | Suíça                   | Iugoslávia                                     |                                                                            |                                                                                  | Chipre                                                                        |                 |
| XXXV    | 1990 | 22               | Iugoslávia              | Itália                                         |                                                                            |                                                                                  |                                                                               |                 |
| XXXVI   | 1991 | 22               | Itália                  | Suécia                                         |                                                                            | Países Baixos                                                                    | Malta                                                                         |                 |
| XXXVII  | 1992 | 23               | Suécia                  | Irlanda                                        |                                                                            |                                                                                  | Países Baixos                                                                 |                 |
| XXXVIII | 1993 | 25               | Irlanda                 | Irlanda                                        | Bósnia e Herzegovina · Croácia · Eslovénia                                 | Iugoslávia                                                                       |                                                                               |                 |
| XXXIX   | 1994 | 25               | Irlanda                 | Irlanda                                        | Estónia · Hungria · Lituânia · Polónia · Roménia · Rússia · Eslováquia     | Bélgica · Dinamarca · Israel · Itália · Luxemburgo · Eslovénia · Turquia         |                                                                               |                 |
| XL      | 1995 | 23               | Irlanda                 | Noruega                                        |                                                                            | Estónia · Finlândia · Lituânia · Países Baixos · Roménia · Suíça · Eslováquia    | Bélgica · Dinamarca · Israel · Eslovénia · Turquia                            |                 |
| XLI     | 1996 | 23               | Noruega                 | Irlanda                                        |                                                                            |                                                                                  | Estónia · Finlândia · Países Baixos · Suíça · Eslováquia                      |                 |
| XLII    | 1997 | 25               | Irlanda                 | Reino Unido                                    |                                                                            | Bélgica · Finlândia · Israel · Roménia · Eslováquia                              | Dinamarca · Alemanha · Hungria · Itália · Rússia                              |                 |
| XLIII   | 1998 | 25               | Reino Unido             | Israel                                         | Macedónia do Norte                                                         | Áustria · Bósnia e Herzegovina · Dinamarca · Islândia · Itália · Rússia          | Bélgica · Finlândia · Israel · Roménia · Eslováquia                           |                 |
| XLIV    | 1999 | 23               | Israel                  | Suécia                                         |                                                                            | Grécia · Finlândia · Hungria · Roménia · Eslováquia · Macedónia do Norte · Suíça | Áustria · Bósnia e Herzegovina · Dinamarca · Islândia · Lituânia              |                 |
| XLV     | 2000 | 24               | Suécia                  | Dinamarca                                      | Letónia                                                                    | Bósnia e Herzegovina · Portugal · Polónia · Eslovénia · Lituânia                 | Rússia · Finlândia · Roménia · Macedónia do Norte · Suíça                     |                 |
| XLVI    | 2001 | 23               | Dinamarca               | Estónia                                        |                                                                            | Áustria · Bélgica · Chipre · Finlândia · Macedónia do Norte · Roménia · Suíça    | Bósnia e Herzegovina · Portugal · Polónia · Eslovénia · Lituânia · Grécia     |                 |
| XLVII   | 2002 | 24               | Estónia                 | Letónia                                        |                                                                            | Islândia · Noruega · Polónia · Países Baixos · Portugal · Irlanda                | Áustria · Bélgica · Chipre · Finlândia · Macedónia do Norte · Roménia · Suíça |                 |
| XLVIII  | 2003 | 26               | Letónia                 | Turquia                                        | Ucrânia                                                                    | Dinamarca · Finlândia · Lituânia · Macedónia do Norte · Suíça                    | Islândia · Noruega · Polónia · Países Baixos · Portugal · Irlanda             |                 |
| XLIX    | 2004 | 36               | Turquia                 | Ucrânia                                        | Albânia · Andorra · Bielorrússia · Sérvia e Montenegro                     |                                                                                  | Dinamarca · Finlândia · Macedónia do Norte · Lituânia · Mónaco · Suíça        |                 |
| L       | 2005 | 39               | Ucrânia                 | Grécia                                         | Bulgária · Moldávia                                                        | Líbano                                                                           | Hungria                                                                       |                 |
| LI      | 2006 | 37               | Grécia                  | Finlândia                                      | Arménia                                                                    | Áustria · Hungria · Sérvia e Montenegro                                          |                                                                               |                 |
| LII     | 2007 | 42               | Finlândia               | Sérvia                                         | Chéquia · Geórgia · Montenegro · Sérvia                                    | Mónaco                                                                           | Áustria · Hungria                                                             |                 |
| LIII    | 2008 | 43               | Sérvia                  | Rússia                                         | Azerbaijão · San Marino                                                    | Áustria                                                                          |                                                                               |                 |
| LIV     | 2009 | 42               | Rússia                  | Noruega                                        |                                                                            | Geórgia · San Marino                                                             | Eslováquia                                                                    |                 |
| LV      | 2010 | 39               | Noruega                 | Alemanha                                       |                                                                            | Andorra · Hungria · Montenegro · Chéquia                                         | Geórgia                                                                       |                 |
| LVI     | 2011 | 43               | Alemanha                | Azerbaijão                                     |                                                                            |                                                                                  | Áustria · Hungria · Itália · San Marino                                       |                 |
| LVII    | 2012 | 42               | Azerbaijão              | Suécia                                         |                                                                            | Arménia · Polónia                                                                | Montenegro                                                                    |                 |
| LVIII   | 2013 | 39               | Suécia                  | Dinamarca                                      |                                                                            | Eslováquia · Bósnia e Herzegovina · Turquia · Portugal                           | Arménia                                                                       |                 |
| LIX     | 2014 | 37               | Dinamarca               | Áustria                                        |                                                                            | Bulgária · Croácia · Chipre · Sérvia                                             | Polónia · Portugal                                                            |                 |
| LX      | 2015 | 40               | Áustria                 | Suécia                                         | Austrália                                                                  | Ucrânia                                                                          | Chipre · Chéquia · Sérvia                                                     |                 |
| LXI     | 2016 | 42               | Suécia                  | Ucrânia                                        |                                                                            | Portugal                                                                         | Bulgária · Croácia · Ucrânia · Bósnia e Herzegovina                           |                 |
| LXII    | 2017 | 42               | Ucrânia                 | Portugal                                       |                                                                            | Bósnia e Herzegovina · Rússia                                                    | Portugal · Roménia                                                            |                 |
| LXIII   | 2018 | 43               | Portugal                | Israel                                         |                                                                            |                                                                                  | Rússia                                                                        |                 |
| LXIV    | 2019 | 42               | Israel                  | Países Baixos                                  |                                                                            | Bulgária · Ucrânia                                                               |                                                                               |                 |
| -       | 2020 | Cancelado        | Cancelado               | Cancelado                                      | Cancelado                                                                  | Cancelado                                                                        | Cancelado                                                                     |                 |
| LXV     | 2021 | 39               | Países Baixos           | Itália                                         |                                                                            | Arménia · Bielorrússia · Hungria · Montenegro                                    | Bulgária · Ucrânia                                                            |                 |
| LXVI    | 2022 | 41               | Itália                  | Ucrânia                                        |                                                                            | Rússia                                                                           | Arménia · Montenegro                                                          |                 |
| LXVII   | 2023 | 37               | - Reino Unido - Ucrânia | Suécia                                         |                                                                            | - Bulgária - Macedónia do Norte - Montenegro                                     |                                                                               |                 |
| LXVIII  | 2024 | 37               | Suécia                  | Suíça                                          |                                                                            | Roménia                                                                          | Luxemburgo                                                                    | Países Baixos   |
| LXIX    | 2025 |                  | Suíça                   |                                                |                                                                            |                                                                                  |                                                                               |                 |
| Edição  | Ano  | Número de Países | Anfitrião               | Vencedor                                       | Primeira participação de cada país                                         | Ano de Retirada                                                                  | Ano de Regresso                                                               | Desclassificado |

1. ↑  Seria a 65° edição na Holanda com 41 participantes. Regressava a Bulgária e a Ucrânia e saía a Hungria e o Montenegro.